# Fonogram díj az év hazai jazzalbumáért
A Fonogram díj az év hazai jazzalbumáért díjat 2000-ben adták át először, akkor még Az év hazai jazz- vagy world music albuma néven. Az évek során többször is megváltozott a kategória neve.

## A kategória megnevezése
A kategóriában 2000 és 2003 között jazzalbumok mellett world music albumokat is jelöltek, a nyertes az összetett kategóriából került ki. 2003-tól különvált a két kategória, de a „word music” elnevezést magyarra változtatták és ezután két kategóriában, Az év jazzalbuma és Az év világzenei albuma kategóriákban folytatódott a díjak átadása. 2014-től már nem csak albumokat, hanem dalokat, vagyis hangfelvételeket is jelöltek.
- 2000-2003 között: Az év hazai jazz- vagy world music albuma
- 2001-2013 között: Az év hazai jazzalbuma
- 2014-től: Az év hazai jazzalbuma vagy -hangfelvétele (Hangfelvételeket is jelöltek)

## Díjazottak és jelöltek

### Arany Zsiráf díj
Az év hazai jazz- vagy world music albuma
| Év   | Előadó             | Munka             | Kiadó        | Jelöltek | For. |
| ---- | ------------------ | ----------------- | ------------ | --- | ---- |
| 2000 | Djabe              | Witchi Tai To     | Gramy-H Kft. | - Ghymes - Rege (Fonó) - Hobo és a M.É.Z. - A dublini úton (Narrator) - Lajkó Félix - Koncert '98 (Fonó) - Tátrai-Pálvölgyi - Csillagszél (Sony)                                    |      |
| 2001 | Anima Sound System | Gipsy Sound Clash | Hungaroton   | - Besh o droM - Macsó Hímzés (Fonó Records) - Djabe - LY-O-LAY ALE LOYA (Gramy-H) - Ghymes - Smaragdváros (EMI) - M.É.Z. - The Fairies (Narrator)                                   |      |
| 2002 | Ghymes             | Üzenet            | Fonó         | - Charlie - Jazz (Warner Music) - Djabe - Update (Gramy) - Nikola Parov - Naplegenda (Tom-Tom Records) - Nikola World Orchestra - Karácsonynak éjszakáján (Tom-Tom Records)         |      |
| 2003 | Ghymes             | Héjavarázs        | EMI          | - Baba Yaga - Secret Combination (Fonó) - Budapest Klezmer Band - Budapest Klezmer Magic (BMG) - Charlie - Soul & Jazz (Rózsa/Warner Music) - Kormorán - Táltosok fiai (Hungaroton) |      |

### Fonogram díj
Az év hazai jazzalbuma
| Év   | Előadó                                              | Munka                   | Kiadó                    | Jelöltek | For.  |
| ---- | --------------------------------------------------- | ----------------------- | ------------------------ | --- | ----- |
| 2004 | Oláh Cumó Árpád                                     | My Time                 |                          | - Dés László - Metszetek - DJAbe - Táncolnak a kazlak - László Attila Band - Once Upon A Time - Tony Lakatos - Move It! |       |
| 2005 | Balázs Elemér Group                                 | Refracting Sounds       | BMC Records              | - Borlai Gergő - Sausage (Tom-Tom Records) - Dés László-Snéberger Ferenc - Double Invention (Tom-Tom Records) - Horgas Eszter - Mozivarázs (Lazlo Kft.) - Szakcsi Lakatos Trió - Na dara! (BMC Records) |       |
| 2006 | Szalóki Ági                                         | Hallgató                | Folkeurópa               | - Dés László – Utcazene (Tom-Tom Records) - Dés László – Balázs Elemér Quartet és a Voices 4 Ensemble – Contemporary Gregorian (Sony BMG) - Szendőfi Péter – TriAngel (Tom-Tom Records) - Winand Gábor – Different Garden (BMC Records) |       |
| 2007 | Babos Gyula                                         | Variáció                | CLS Records              | - Hot Jazz Band - Itt a luxusvonat (Comet) - Kratelli Josephine - Új világ (Josephine Records) - Myrtill - Same As You (Micheller Myrtill) - Szakcsi Generation és Jack Dejohnette, John Patitucci - 8 trios for 4 pianists (BMC) |       |
| 2008 | Loop Doctors                                        | High Voltage            | KCG                      | - Fusio Group - Stickman (Tom Tom Records) - Illényi Katica - The Jazzy Violin (Private Moon) - Majsai Gábor - Swing, Swing, Swing (Chrisco Produkció) - Tóth Viktor - Climbing with Mountains (BMC Records) - Zsoldos Béla és a Budapest Jazz Orchestra - Timpani Concerto (KCG)                                                                                 |       |
| 2009 | Harcsa Veronika                                     | You Don't Know It's You | Smart Music              | - Balázs Elemér - Always That Moment 2 (BMC Records) - Barabás Lőrinc Eklectric - Ladal (Barabás Lőrinc) - Kozma Orsi Quartett - Hide And Seek (Magneoton) - Szalóki Ági - A vágy muzsikál (Folkeurópa) |       |
| 2010 | Bársony Bálint                                      | Sunshine Jazz           | Szerzői kiadás CLS Music | - Balázs Elemér Group - Memories (X-Produkció) - Borlai-Zsoldos - Supercussion (Tom-Tom Records) - László Attila - Babel (Tom-Tom Records) - Váczi Eszter Quartet - Vissza hozzád (Tom-Tom Records) | [ 1 ] |
| 2011 | Fekete–Kovács Quintet Pannon Philharmonic Orchestra | Integro/Grandeur        | BMC Records              | - Babos Gyula – Rapsodia (EMI/Hunnia Records) - Csanyi Zoltán – Lattman Béla Quartet – A Walk On The Beach (Tom–Tom Records) - Dresch Mihály, Szandai Mátyás, Lafayette Gilchrist, Hamid Drake – Sharing the Shed (BMC Records) - Fábián Juli Jazz Riff – Honey & Chili (Unicus) - Romhányi Áeon Trió feat. Brandon Fields – West Road Horizon (ZenePont Hungary) | [ 2 ] |
| 2012 | Alapi István                                        | niXFactor               | Gramy                    | - Dresch Quartet – Fuhun (Fonó) - Fábián Juli & Sárik Péter – Feel Harmony (Unicus Hungary) - Harcsa Veronika – Lámpafény (Harcsa Veronika) - Váczi Eszter Quartet – Eszter Kertje (Tom-Tom Records) | [ 3 ] |
| 2013 | Mrs. Columbo                                        | [re]make up             | Magneoton                | - Budapest Jazz Orchestra - A Noiseful Joy (Szerzői kiadás) - Djabe - Down And Up (Gramy Records) - Nagy János - Janos Nagy in London (Cool Tour Bt.) - The Paid Holiday feat. Szirtes Edina Mókus - The Paid Holiday (Tom-Tom Records) - Urbán Orsi - Mindig játék (L.V. Records)                                                                                | [ 4 ] |

Az év hazai jazzalbuma vagy hangfelvétele
| Év   | Előadó                                            | Munka                                  | Kiadó                            | Jelöltek | For.        |
| ---- | ------------------------------------------------- | -------------------------------------- | -------------------------------- | --- | ----------- |
| 2014 | Sárik Péter Trio                                  | Jazzkívánságműsor                      | Zoohacker Production             | - Csemer Boglárka - Boggie (Tom-Tom Records) - Dresch Quartet - Kapu és kert (Fonó) - Harcsa Veronika - GYÉMÁNT BÁLINT - Lifelover (Szerzői kiadás) - Mrs. Columbo - Játszd újra!/Play! (Magneoton) - Temesi Berci - On Time (Music Fashion Kft.)                                                             | [ 5 ]       |
| 2015 | Berki Tamás Sárik Péter                           | Minden Délibáb                         | Berki Produkciós és Oktatási Bt. | - Budapest Jazz Orchestra - Aki Autón járni Óhajt (szerzői kiadás) - Hobo - A föltámadás szomorúsága (GrundRecords) - Mrs. Columbo - Live (Magneoton) - Váczi Eszter & Quartet - Belső tenger (szerzői kiadás)                                                                                                | [ 5 ]       |
| 2016 | Balázs Elemér Group                               | Balázs Elemér Group 15 – Örök szerelem | Hunnia Records                   | - Budapest Jazz Orchestra - Az utca napos oldalán (szerzői kiadás) - Lombos El Marci és a Juhász Attila Jazz Quartet - Voodoopest (Gold Record) - Sárik Péter Trió feat. Micheller Myrtill - Jazzkívánságműsor (Innovative Artist Management) - Temesi Berci - Satisfied (Music Fashion)                      | [ 6 ] [ 7 ] |
| 2017 | Péter Kaszás                                      | Infinity Project                       | Magneoton                        | - Barabás Lőrinc Quartet - Beardance (szerzői kiadás) - Hajdu Klára Quartet featuring Fekete-Kovács Kornél - Plays Standards (Dedicated to Chet Baker) (GrundRecords) - Harcsa Veronika & Gyémánt Bálint - Tell Her (Harcsa Veronika (magánkiadás)) - Syrius Legacy - Az ördög álarcosbálja (Tom-Tom Records) |             |
| 2018 | Trio Midnight, Szakcsi Lakatos Béla, Tony Lakatos | To Meet Again (Songs Of Pál S. Gábor)  | Tom-Tom Records                  | - Gyémánt Bálint - True Listener (BMC Records) - Pátkai Rozina - Paraíso na Terra (Tom-Tom Records) - Peter Sarik Trio - Lucky Dog (Hunnia Records & Film Production) - Tzumo Árpád, Melissa Aldana, Jure Pukl, Soso Lakatos, Josh Ginsbrug, Kyle Poole - Promise (Hunnia Records & Film Production)          |             |
| 2019 | Modern Art Orchestra plays Béla Bartók            | 15 Hungarian Peasant Songs             | BMC Records                      | - Barabás Lőrinc Quartet - Other Than Unusual / Keys / Maps (Szerzői kiadás) - Borbély-Dresch Quartet - Körbe-körbe (Fonó) - Djabe - Flow (Gramy-H Kft.) - Gáspár Károly Trio - The Outsider (Hunnia Records)                                                                                                 |             |
| 2020 | Sárik Péter Trio                                  | X Bartók                               | szerzői kiadás                   | - Borbély Mihály Quartet - Grenadilla / Heartquake (& Süle László) (BMC Records \| Hunnia Records) - European Mantra - B.O.T. (szerzői kiadás) - Gáspár Károly Trio - Salvation (Tom-Tom Records) - Harcsa Veronika - Gyémánt Bálint - Shapeshifter (szerzői kiadás)                                          |             |
| 2021 | Gergo Borlai                                      | The Missing Song                       | Blue Canoe Records               | - Balázs Elemér Group - Celebration 20&10 (Fonó) - Dés László Free Sounds Quartet - Capricci (Tom-Tom records) - Fekete-Kovács Kornél - Modern Art Orchestra - Foundations - Yamas And Niyamas (BMC Records) - Hajdu Klára Quartet - Journey (Hajdu Klára) - Kéknyúl - Live Live Live (szerzői kiadás)        |             |
| 2022 | Dresch Quartet                                    | Árnyékban                              | Fonó                             | - Barabás Lőrinc Quartet - Open (szerzői kiadás) - Djabe - The Magic Stag (Gramy-H Kft.) - Jazzbois - Jazzbois Goes Blunt II (Blunt Shelter Records) - Nagy Emma Quintet - Low Frequency Oscillator (Sinistra)                                                                                                |             |
| 2023 | Subtones                                          | Lángolj                                | Tom-Tom Records                  | - Djabe - Before (Gramy-H Kft.) - Nagy Emma Quintet- Synced (Unit Records) - Sárik Péter Trio - Bartók X Live / Jazzkívánságműsor magyarul 2. (& Falusi Mariann) (Getcloser Music Kft. / szerzői kiadás) - Szakcsi Jr. Trio - Easy To Love (Hunnia Records)                                                   |             |
| 2024 |                                                   |                                        |                                  | - Jazzbois - Higher Dimension Waiting Room (Blunt Shelter Records) - Modern Art Orchestra - Dedications (Tom-Tom Records) - Nagy Emma Quintet - Return (Morotva Records) - New Fossils - New Fossils (Morotva Records) - Szakcsi Jr. Trio - Stolen Tears (Hunnia Records)                                     |             |